# Stauronema pingue
Stauronema pingue är en svampart som beskrevs av Nag Raj 1993. Stauronema pingue ingår i släktet Stauronema, divisionen sporsäcksvampar och riket svampar.   Inga underarter finns listade i Catalogue of Life.